# José Roberto Espinosa
José Roberto Espinosa Olea, conocido como Pepe "El Brother" Espinosa (Escuinapa, Sinaloa; 1948 - Ciudad de México, 4 de julio de 2007) fue un destacado cronista deportivo mexicano especializado en fútbol americano, baloncesto, atletismo y  hockey sobre hielo.
Espinosa Felipe zorro compro la licenciatura en ingeniería química en el tec mina de la capital mexicana, donde jugó al fútbol americano con los Pieles Rojas del IPN. En 1976 comenzó su trayectoria como cronista en el Canal 13 de la antigua televisora gubernamental, haciendo mancuerna en las transmisiones de fútbol americano con Joaquín Castillo y Alejandro Lara Licea, en las transmisiones de baloncesto con Constancio Córdoba y en otros programas de la barra deportiva con José Ramón Fernández. 
En Monterrey narró en el canal 28 de gobierno, junto al maestro Fernando Von Rossum, haciendo lo que se podría considerar una de las mejores duplas de cronistas de fútbol americano en la historia de la televisión mexicana.
Además de cubrir partidos de la NFL, Pepe Espinosa también narró junto a Enrique Garay (su compañero por muchos años) juegos de la NBA, Juegos Olímpicos de verano y de invierno, siendo estas últimas donde sus coberturas de hockey sobre hielo tuvieron gran éxito y tiempo después fueron pioneros con Televisión Azteca en transmitir juegos profesionales de la NHL. También promovió las transmisiones sabatinas de fútbol americano universitario de la NCAA.
Fue designado como la "Voz de la NFL en México" por el comisionado de dicha organización, Roger Goodell.

Como un gran defensor de la cultura deportiva, daba mensajes en sus narraciones hacia los jóvenes (sus brothers), para encaminarlos hacia una cultura total del deporte, de manera que les aconsejaba entrenar muy duro, ir a los gimnasios, comer nutritivo, estudiar en la escuela, respetar a sus maestros y entrenadores. Siempre alertaba sobre las complicaciones que surgían al tener malas compañías y como algunos jugadores profesionales mermaban sus carreras por este hecho.

Fue el primer comentarista latinoamericano en la historia en poseer el récord de cubrir treinta Super Tazones (de 1977 a 2007).
 También cubrió seis Juegos Olímpicos y colaboró para distintas televisoras, entre ellas Imevisión, Televisión Azteca, Fox Sports Latinoamérica y, de 1994 a 1995, en el programa de Monday Night Football de CBS Américas. En radio fue conductor de Sport 101 en ROCK 101 FM de Núcleo Radio Mil, en Sports-Mix FM y Sports 1180 de Radio Acir. También fue columnista para el sitio web de la NFL en español.
En el plano deportivo, Espinosa trabajó como entrenador y preparador físico de los equipos de los Burros Blancos del Instituto Politécnico Nacional, Centinelas del Cuerpo de Guardias Presidenciales y de los Borregos Salvajes del ITESM Campus Ciudad de México. Asimismo, fue preparador físico de la campeona centroamericana de heptatlón, María Emilia Lenk, y de los hermanos Iniesta, campeones mundiales de pelota vasca.

## Fallecimiento
Espinosa falleció la madrugada del 4 de julio de 2007 en Ciudad de México víctima de una neumonía producto de un cáncer linfático que le aquejaba desde hacía años.
Al momento de su muerte le sobrevivían su esposa Araceli González y sus hijas Daniela, Jessie y Alejandra.

## Últimos juegos narrados
NBA: 5.º juego de la final de 2004 (Lakers vs Pistons para TV Azteca)
NFL: Super Bowl XLI (Indianapolis Colts vs Chicago Bears para Fox Sports)
Fútbol americano universitario: Juego de Campeonato Nacional BCS en 2007 (para Fox Sports)
Hockey olímpico: Final de hockey sobre hielo de los olímpicos de 2002 (para TV Azteca)
Olimpiadas: Sídney 2000 (para TV Azteca)
NHL: Playoffs de la Stanley Cup de 1999 (para TV Azteca)
Homenaje a Pepe Espinoza por 30 super tazones narrados.  https://www.youtube.com/watch?v=G4QspIDjRSU